# Delia aniseta
Delia aniseta är en tvåvingeart som först beskrevs av Stein 1920.  Delia aniseta ingår i släktet Delia och familjen blomsterflugor. Inga underarter finns listade i Catalogue of Life.